# Судость
Су́дость — река в Брянской области России и Черниговской области Украины, правый приток Десны.

## География
Берёт начало у деревни Бобылёво Брянского района, на южной окраине Смоленской возвышенности. Течёт по территории Брянского, Жирятинского, Почепского и Погарского районов, впадая в Десну у села Муравьи (на границе Брянской области и Черниговской области Украины).
Длина — 208 км, площадь водосборного бассейна — 6200 км². На реке расположены районные центры Брянской области — село Жирятино и города Почеп и Погар. Замерзает на период с декабря по апрель. Уклон реки равен около 10 см и скорость её течения около 4 км в час. У притоков уклон выше и течение воды в них более быстрое. Русло имеет ширину около 10 — 15 м, глубину 1,5 — 2 м, ширина долины в Почепе около 1 км. Средний расход воды в 25 км от устья — 18,9 м³/с.

## Притоки
- правые: Бойня, Бриковка, Вабля, Вара, Городок, Гремяч, Деревенье, Драковка, Калиновка, Коста, Пёс, Ровок, Рошь, Сахаровка, Серебрянка, Уса, Холопец.
- левые: Вьюновка, Колбасовка, Крупец, Локня, Нетхарь, Полотыня, Пониковка, Понурка, Поперечня, Рамасуха, Ржавка, Ревень, Рожок.

## Археология
На берегах Судости у села Случовск выявлено несколько археологических памятников: селище «Случёвск-II», селище «Случёвск-III», городище «Городок», поселение «Случёвск-IV». На слабо выраженном мысу правобережной террасы реки Судость на территории села Юдиново находятся стоянки позднего палеолита Юдиново 2 и Юдиново 3, на останце в пойме левого берега реки Судость находятся стоянка мезолита, неолита и бронзового века Юдиново 8 и поселение Юдиново 7 (неолит, энеолит (культура шаровидных амфор и нижнедонская культура), бронзовый век (сосницкая культура), ранний железный век, XI—XIII века), на первой надпойменной террасе правого берега реки Судость находится селище XI—XIII веков Юдиново 6 (повреждённый распашкой культурный слой содержит обломки древнерусской керамики).

## Экологические проблемы
В июле 2011 года в реке Судость замечена массовая гибель рыбы. Специалистами ветнадзора сделаны выводы о пониженном содержании кислорода в речной воде (ниже нормы в четыре раза), и превышении допустимых показателей содержания фосфатов в пять раз. При этом обычно бесцветная вода в реке приняла ярко выраженный красновато-бурый оттенок, появился запах гниения. Специалисты Роспотребнадзора отобрали пробы воды на экспертизу, проведена проверка на наличие ядохимикатов и пестицидов. Администрация района до выяснения всех обстоятельств запретила местным жителям купаться в реке, поить скот и брать воду для хозяйственных нужд.
Одной из возможных предпосылок сложившейся ситуации могут являться сильные ливневые дожди, прошедшие накануне на территории Брянской области (где берёт начало и протекает река Судость), после которых наблюдался значительный, заметный «невооружённым взглядом», подъём уровня воды в реке Судость.
Наибольшее опасение у местных жителей вызывает возможность влияния на загрязнение реки действующего рядом с Почепом (в районе которого берёт начало река Судость) завода по уничтожению химического оружия, расположенного на удалении 3-4 км от реки Судость.